# André Moreira Vital
André Moreira Vital, (Viana do Castelo, 22 de novembre de 1982) va ser un ciclista portuguès, que fou professional des del 2004 fins al 2008.

## Palmarès
- 2004
  - Vencedor d'una etapa a la Volta a Portugal del Futur
- 2005
  - Vencedor d'una etapa a la Trofeu Joaquim Agostinho
- 2007
  - Vencedor d'una etapa a la Volta a Extremadura
  - Vencedor d'una etapa al Gran Premi Internacional CTT Correios de Portugal